# Velké sedlo (seriál)
Velké sedlo je devítidílný československý televizní seriál režiséra Františka Mudry podle scénáře Jaroslava Dietla. Seriál natočilo ostravské studio Československé televize v roce 1986. V seriálu účinkovaly herecké hvězdy jako Pavel Nový, Ivan Vyskočil, Jan Kraus, Jana Krausová, Vítězslav Jandák, Jiří Holý a další.

## Děj
Hlavním hrdinou seriálu je Jan Palyza (Pavel Nový), hrázný na přehradě Velké sedlo. Ve svém povolání musí čelit přírodním živlům v období sucha i velké vody, ale i důsledkům macešského chování lidí k vodě a přírodě. V osobním životě prožívá velkou lásku, ale i zklamání. Nehasnoucí stálicí jeho života tak zůstává přehrada Velké sedlo a malebná okolní příroda.
Seriálu dominují záběry přehradní nádrže, vodní plochy a okolních přírodních scenérií. Divácky atraktivní jsou zejména letecké filmové záběry, pořízené na Kružberské přehradě a v jejím okolí, kde byla většina seriálu natočena. V seriálu jsou také zaznamenány zatopené oblasti na nynějším dně vodní nádrže Slezská Harta a detailní záběry příprav pro její stavbu. Seriál byl natočen ve spolupráci s Povodím Odry, podnikem pro provoz a využití vodních toků, v seriálu se vyskytuje detailní pohled nejen do soukromeho života lidí obsluhující hráz, ale také pracovního života a plnění různých pracovních povinností.

## Obsazení
| Pavel Nový       | hrázný Jan Palyza                        |
| Jana Janěková    | Ludmila Palyzová                         |
| Jana Krausová    | Ivana Opatová                            |
| Lucie Bulavová   | Lucinka Opatová                          |
| Ivan Vyskočil    | Jiří Sikyta                              |
| Vítězslav Jandák | Jožin Uherčík                            |
| Jitka Smutná     | Květa Uherčíková                         |
| Tomáš Jirman     | Michal Stanko                            |
| Miroslav Horák   | otec Stanko                              |
| Jiří Holý        | starý Šperl                              |
| Marie Logojdová  | Šperlova snacha Olga                     |
| Petr Vaněk       | Šperlův syn                              |
| Karel Vochoč     | náměstek Nocárek                         |
| Jan Fišar        | Radim                                    |
| Svatopluk Matyáš | Rudyšar                                  |
| Jiří Čapka       | Ing. Remza                               |
| Jana Postlerová  | matka Pakostová                          |
| Jan Kraus        | Vilda                                    |
| Zdeněk Šmikmátor | hajný Olexa                              |
| Miloslav Holub   | ředitel mlékárny                         |
| Milan Šulc       | inspektor Vorlíček                       |
| Stanislav Tříska | kuchař potápěčů Otíček Ryšánek           |
| Ivan Dědeček     | předseda MNV                             |
| Monika Hálová    | Libuška Kostrhunová, výpravčí v Ratajích |

## Seznam dílů
Bylo natočeno a odvysíláno celkem 9 dílů seriálu:
1. Útěk
2. Lov
3. Štola
4. Kroužkování
5. Kalná voda
6. Prsteny
7. Ponor
8. Nebezpečí
9. Povodeň